# Bernardino Spada

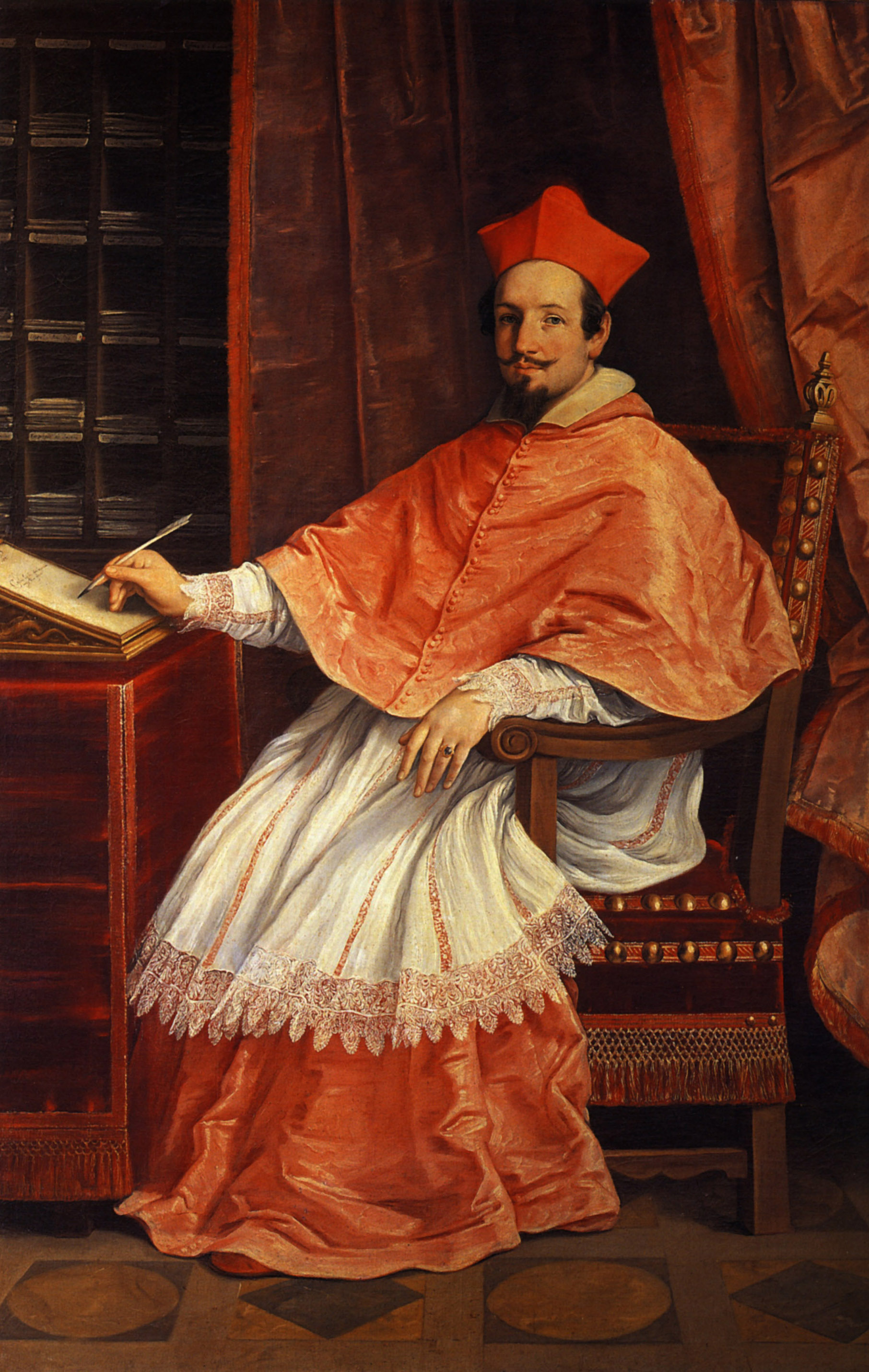
Kardinal Bernardino Spada (Ölgemälde von Guido Reni, ca. 1631)

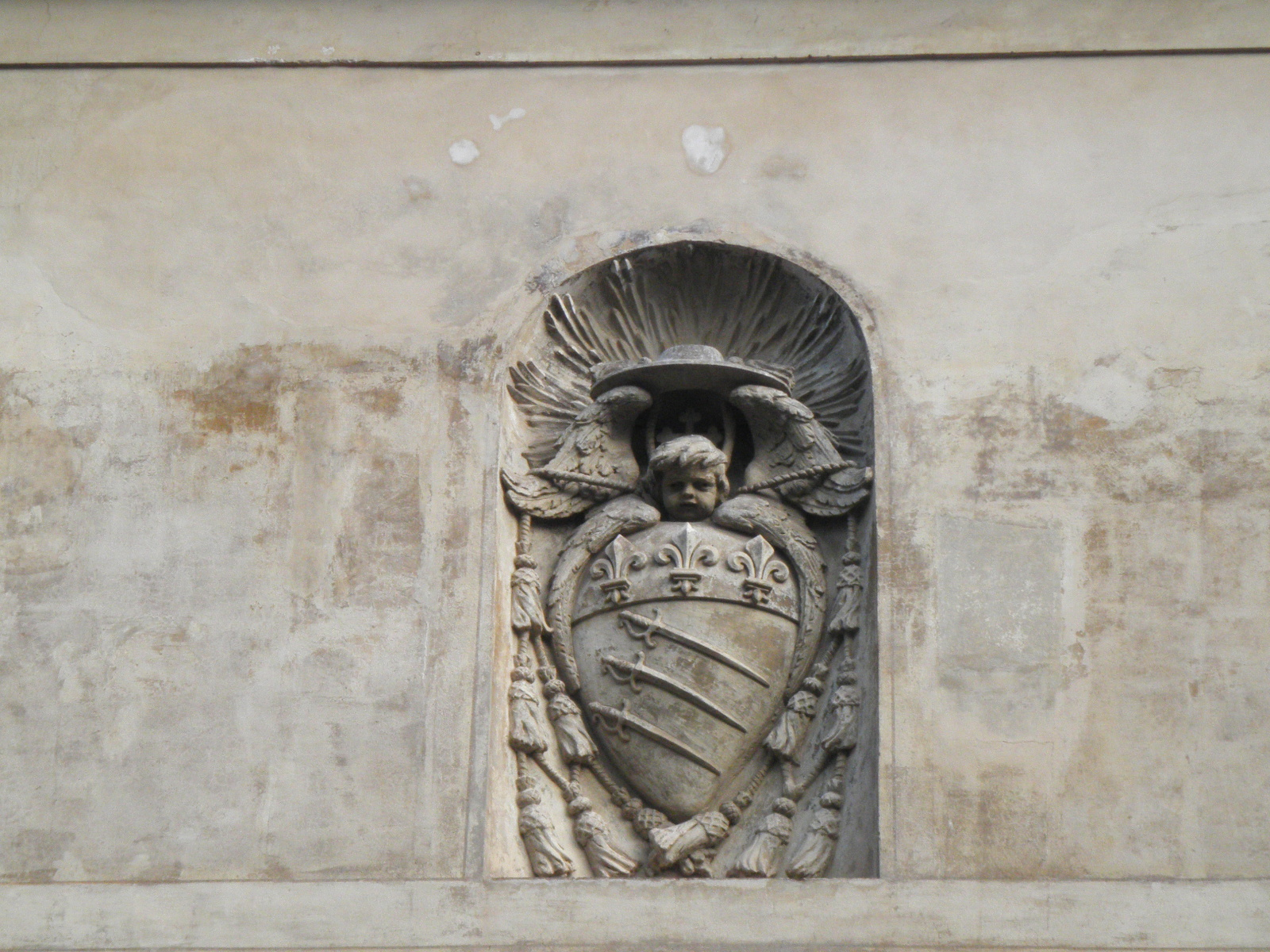
Spadas Kardinalwappen (Palazzo Ossoli Soderini, Rom)

Bernardino Spada (* 21. April 1594 in Brisighella; † 10. November 1661 in Rom) war ein Kardinal der Römischen Kirche.

## Leben
Bernardino Spada entstammte der italienischen Adelsfamilie Spada, die ihren Aufstieg dem Kaufmann Paolo Spada verdankte. Dieser häufte im Laufe seines Lebens durch sein nicht immer legales Geschäftsgebaren ein beträchtliches Vermögen an, das er unter anderem nutzte, um in die Karriere seiner Nachkommen zu investieren. Bernardino Spada war sein drittgeborener Sohn. Ihm ermöglichte er eine steile Karriere an der Kurie.
Die Priesterweihe empfing Bernardino Spada zwischen Mitte Mai und Anfang Dezember 1623, noch in demselben Jahr wurde der noch nicht einmal dreißigjährige Spada zum Titularerzbischof von Tamiathis ernannt. Die Bischofsweihe spendete ihm am 4. Dezember 1523 Kardinal Guido Bentivoglio; Mitkonsekratoren waren Guillaume du Nozet, Titularerzbischof von Seleucia in Isauria, und François Boyvin de Péricard, Bischof von Évreux. Bernardino Spada war von 1623 bis 1627 als Nuntius am französischen Königshof tätig. Im Anschluss daran folgte von 1627 bis 1631 die Übernahme der Legation in Bologna. In diesem Amt hatte Bernardino Spada die Interessen und Anweisungen des Papstes in der Stadt durchzusetzen.
Am 26. Januar 1626 erfolgte die Ernennung zum Kardinalpriester durch Urban VIII.; seine Titelkirche war Santo Stefano al Monte Celio. Als Mitglied des Kardinalskollegiums verwendete sich Bernardino Spada unter anderem für seine Familienmitglieder. Durch seine Vermittlung kam die Vermählung seines Neffen Orazio Spada mit Maria Veralli zustande. Dadurch gelangten die Spada an das Erbe dieser seit langem an der Kurie etablierten Familie, deren einzige Nachfahrin Maria Veralli war.
Vom 15. Januar 1638 bis zum 10. Januar 1639 war Bernardino Spada Kämmerer des Heiligen Kardinalskollegiums. Am 22. Mai 1642 optierte er für die Titelkirche San Pietro in Vincoli, in demselben Jahr führte er zusammen mit seinem Bruder Virgilio im Zuge des Krieges um das Herzogtum Castro eine Friedensmission am Hof der Farnese in Padua aus, die zur Aufgabe eines geplanten Feldzuges gegen Rom führte. Bernardino Spada nahm am Konklave 1644 teil, bei dem Papst Innozenz X. gewählt wurde.
Er optierte am 19. Februar 1646 für die Kardinalsklasse der Kardinalbischöfe und erhielt am 19. Februar desselben Jahres das suburbikarische Bistum Albano. Am 29. April 1652 wechselte er auf den suburbikarischen Bischofssitz Frascati, am 23. September 1652 tauschte er diesen Bischofssitz wiederum gegen den von Sabina. Er war Teilnehmer des Konklave 1655, aus dem Alexander VII. als Papst hervorging. Schließlich optierte er am 11. Oktober 1655 für das suburbikarische Bistum Palestrina.
Bernardino Spada starb am 10. November 1661 vor Sonnenaufgang in Rom. Er wurde in einem Familiengrab in der Kirche San Girolamo della Carità beigesetzt.

## Wirken
Bernardino Spada erwarb 1623 den heute Palazzo Spada genannten Palast in Rom  und ließ ihn ab 1635 von Francesco Borromini restaurieren.
Zu den von ihm geförderten Verwandten gehörten auch die insgesamt 11 Kinder aus der Ehe Orazio Spadas mit Maria Veralli. Von ihnen machte Fabrizio Spada – nicht zuletzt dank der Protektion seines Großonkels – gleichfalls Karriere an der Kurie, erhielt 1675 nicht nur den Kardinalshut, sondern wurde auch Kardinalstaatssekretär.